# リュウ・シーチャウ
リュウ シーチャウ（Xiqiao Liu）は、アジアを拠点とするマーケター。レノボ・ジャパン合同会社CMOを経て、株式会社サニーサイドアップ代表取締役社長。

## 経歴
一橋大学卒業後、2008年4月 P&Gジャパン合同会社、2012年2月 レキット・ベンキーザー・ジャパン株式会社入社で消費財カテゴリーのマーケティングを担当後、2015年6月 ジョンソン・エンド・ジョンソン株式会社に入社し、マーケティング本部長に就任。全ブランドの売り上げと収益責任を負いデジタル戦略を統括。2年間で全ブランドのマーケットシェア向上を実現後の2017年6月 ジョンソン・エンド・ジョンソン香港の現地法人社長に赴任。
2018年7月 株式会社FOLIO入社 CMO（最高マーケティング責任者）就任。2018年12月 同社取締役、2019年9月 同社取締役副社長就任。
2020年7月 レノボ・ジャパン合同会社入社 CMO（最高マーケティング責任者）就任。
2023年7月 株式会社サニーサイドアップ代表取締役社長に就任。

## 審査員・講師歴
- YouTube Works Awards Japan 2023[3] 審査員
- PIVOT CXO School[4] 講師
- 早稲田マーケティングカレッジ[5]  講師
- NEXT WOMANSHIPゼミ by NewsPicks for WE[6] ゲスト講師